# Dinslaken
Dinslaken är en stad i den tyska delstaten Nordrhein-Westfalen, och är belägen några kilometer norr om Duisburg, vid floden Rhen. Staden har cirka 68 000 invånare, på en yta av 
48 kvadratkilometer, och ingår i storstadsområdet Rheinschiene.